# Владимировка (Сынжерейский район)
Владимировка (рум. Vladimireuca, Владимиреука) — село в Сынжерейском районе Молдавии. Наряду с сёлами Копачены, Антоновка, Евгеньевка, Гавриловка и Петровка входит в состав коммуны Копачены.

## География
Село расположено на высоте 99 метров над уровнем моря.

## Население
По данным переписи населения 2004 года, в селе Владимиреука проживает 114 человека (57 мужчин, 57 женщин).
Этнический состав села:
| Национальность | Число жителей | Процентный состав |
| -------------- | ------------- | ----------------- |
| молдаване      | 104           | 91.23             |
| украинцы       | 7             | 6.14              |
| русские        | 2             | 1.75              |
| болгары        | 1             | 0.88              |
| Всего          | 114           | 100%              |

## Известные уроженцы и жители
- Долган, Михай Васильевич (1942—2008) — молдавский композитор и музыкант, Народный артист Молдавской ССР (1988).